# Adi Quala
Adi Quala es una localidad de Eritrea, en la región de Debub.

## Demografía
Según estimación 2010 contaba con 8370 habitantes.
- Datos: Q356816

1. 1 2  Word Gazetteer. (enlace roto disponible en Internet Archive; véase el historial, la primera versión y la última).